# Paraliochthonius johnstoni
Espèce
Synonymes
- Chthonius johnstoni Chamberlin, 1923

Paraliochthonius johnstoni est une espèce de pseudoscorpions de la famille des Chthoniidae.

## Distribution
Cette espèce est endémique de Basse-Californie du Sud au Mexique.

## Description
La femelle holotype mesure 1,2 mm.

## Étymologie
Cette espèce est nommée en l'honneur d'Ivan Murray Johnston.

## Publication originale
- Chamberlin, 1923 : New and little known pseudoscorpions, principally from the islands and adjacent shores of the Gulf of California. Proceedings of the California Academy of Sciences, sér. 4, vol. 12, no 17, p. 353-387 (texte intégral).